# Земляной вал (Москва)

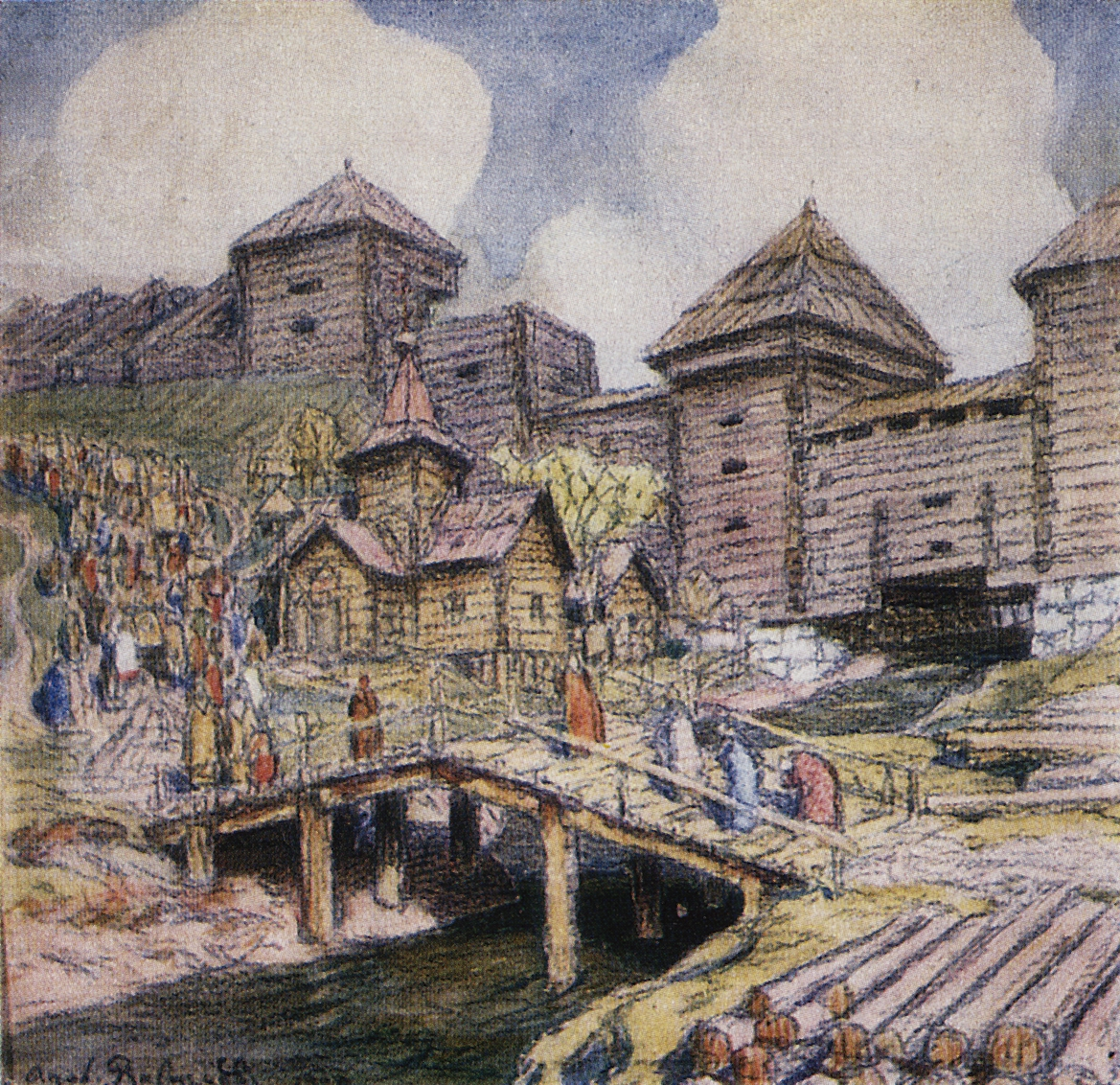
А. Васнецов. Укрепления на Земляном валу.

Земляно́й вал в Москве — линия фортификационных сооружений, существовавшая на месте нынешнего Садового кольца в 1593—1830 годах. Служил границей Земляного города и защищал его от внешних нападений. Впервые был возведён в 1592—1593 годах при Фёдоре Иоанновиче и прикрывал собою только северную часть города без Замоскворечья. Представлял собой земляной вал со рвом перед ним и деревянными укреплениями, первоначально длина была 15 километров. Укрепления были сожжены поляками в 1611 году. Восстановлён и удлинён в 1638—1641 годах при царе Михаиле Фёдоровиче: защитил также Замоскворечье. Срыт в конце XVIII века по приказанию графа Захара Чернышёва.